# Калуга (риба)
 Тази статия е за Калуга (риба).  За град Калуга вижте Калуга.  
Калуга (Huso dauricus) е голяма есетрова риба, обитаваща басейна на река Амур. Достига дължина до 5,6 m и тегло до 1 тон. Обитава и частично солени води. Полова зрялост настъпва на 18 – 22 години при дължина на тялото 230 cm. Живее до 48 - 55 г. Годишно снася по 665 - 4100 хил. хайверени зърна. Калугата е хищна риба. В първата година от живота си се храни с малки рибки и безгръбначни. Когато поотрасне, в менюто ѝ влизат различни видове пъстърва и сьомга. Наблюдава се и канибализъм. В основното меню на калугата присъстват различни видове дънни риби.